# Pithecoctenium
Genre
Classification APG III (2009)
Synonymes
Selon Tropicos (20 mai 2022)
- Neves-armondia K. Schum.

Pithecoctenium est un genre de plantes à fleurs de la famille des Bignoniaceae. Ce sont des arbres.
Selon Plants of the World Online, c'est un synonyme de Amphilophium.

L'espèce type est Pithecoctenium echinatum (Jacq.) Baill..

## Étymologie
Pithecoctenium vient du grec πίθηκος píthēkos « petit singe » et κτενίον, kteníon « peigne ».

## Liste des espèces, sous-espèces et variétés
Selon GBIF (20 mai 2022) :
- Pithecoctenium calystegiodes (Cham.) Niederl., 1890

Selon Tropicos (20 mai 2022) (Attention liste brute contenant possiblement des synonymes) :
- Pithecoctenium aubletii Splitg., 1842
- Pithecoctenium botryoides (Cham.) DC., 1845
- Pithecoctenium buccinatorium DC., 1845
- Pithecoctenium callistegioides (Cham.) Niederl., 1890
- Pithecoctenium carolinae (Lindl.) G. Nicholson, 1886
- Pithecoctenium catharinae DC., 1845
- Pithecoctenium cinereum DC., 1845
- Pithecoctenium clematideum (Griseb.) Griseb., 1879
- Pithecoctenium convolvuloides DC.
- Pithecoctenium cordifolium Mart., 1841
- Pithecoctenium cordifolium DC., 1845
- Pithecoctenium crucigerum (L.) A.H. Gentry, 1975
- Pithecoctenium cuneifolium DC., 1845
- Pithecoctenium cynanchoides DC., 1845
- Pithecoctenium dolichoides (Cham.) Bureau ex K. Schum., 1894
- Pithecoctenium echinatum (Jacq.) K. Schum., 1894
- Pithecoctenium echinatum K. Schum., 1896
- Pithecoctenium echinatum (Jacq.) Baill., 1891 [1888]
- Pithecoctenium elongatum (Vahl) Klotzsch, 1848 [1849]
- Pithecoctenium falcatum (Vell.) A. Pool, 2007
- Pithecoctenium frutescens DC., 1845
- Pithecoctenium glaucum Rusby, 1927
- Pithecoctenium glaziovii Bureau ex K. Schum., 1894
- Pithecoctenium granulosum (Bureau & K. Schum.) Sprague & Sandwith, 1932
- Pithecoctenium granulosum Klotzsch, 1848 [1849]
- Pithecoctenium guianense Klotzsch, 1848 [1849]
- Pithecoctenium hatschbachii A.H. Gentry, 1979 [1980]
- Pithecoctenium hexagonum DC., 1845
- Pithecoctenium laxiflorum DC., 1845
- Pithecoctenium lundii DC., 1845
- Pithecoctenium muricatum Moc. ex DC., 1845
- Pithecoctenium obovatum Mart. ex DC., 1845
- Pithecoctenium panamense Benth., 1844 [1845]
- Pithecoctenium parviflorum Mart. ex DC., 1845
- Pithecoctenium phaseoloides (Cham.) Schenck, 1892
- Pithecoctenium reticulare DC., 1845
- Pithecoctenium rufescens DC., 1845
- Pithecoctenium scabriusculum Mart. ex DC., 1845
- Pithecoctenium sciuripabulum (Hovel.) Corr., 1952
- Pithecoctenium squalus (Vell.) DC., 1845
- Pithecoctenium stipulare Mart. ex DC., 1845
- Pithecoctenium tenuiflorum Mart. ex DC., 1845
- Pithecoctenium tribrachiatum Loes., 1919
- Pithecoctenium uleanum Kraenzl., 1915
- Pithecoctenium vitalba (Cham.) DC., 1845
- Pithecoctenium xanthophyllum (DC.) Miers, 1863